# 表参道BEAUTY
表参道BEAUTY（おもてさんどうビューティー）は、かつてオスカープロモーションの女性芸能人で構成されていた芸能人女子フットサルチーム。
2006年4月21日に結成。スフィアリーグには途中から参加した。チーム名は当時オスカープロモーションの所在地だった原宿表参道に由来。
ユニフォームについては、ホーム用は白をベースとし、さらにオレンジ色を所々にあしらい、アウェイ用は表参道のシンボル的存在のケヤキ並木の緑をベースに、ホーム用と同じくオレンジ色を所々にあしらっていた。

## メンバー
※解散時点
背番号2　藤谷舞（キャプテン）
背番号3　後藤みゆう
背番号4　落合真純
背番号5　米森もも花
背番号8　木津みずき
背番号10　浅野昭子
背番号11　高山紗希
背番号12　川原麻衣（GK）
背番号13　大高琴美
背番号14　原幹恵
背番号16　中島唯
背番号22　藤田夏津稀

### 退団
- 栗原里奈
- 橋本愛実
- 細野由華
- 三崎千香

## 戦績
- 2006年7月17日「すかいらーくグループリーグ in お台場冒険王“真夏の女王”決定戦」（グループA） - 0勝4敗（5位）
- 2006年7月29日「すかいらーくグループリーグ in お台場冒険王“真夏の女王”決定戦」（グループB） - 0勝3敗（4位）
- 2006年8月22日「すかいらーくグループリーグ in お台場冒険王“真夏の女王”決定戦」（グループD） - 1勝2敗（3位）
- 2006年8月30日「すかいらーくグループリーグ in お台場冒険王“真夏の女王”決定戦」（グループF） - 1勝1敗1分（3位）